# MTV Europe Music Awards/Best Group
Die Kategorie Best Group, die im Rahmen des MTV Europe Music Awards jährlich vergeben wird, wurde bereits bei der Erstverleihung 1994 vergeben. Zu den größten Gewinnern der Kategorie gehören die Spice Girls, Backstreet Boys, Linkin Park sowie BTS, die die Kategorie je zweimal gewannen. Von diesen Bands gelang es wiederum den Spice Girls, den Backstreet Boys sowie BTS den Award in zwei aufeinanderfolgenden Jahren zu gewinnen. Von 2010 bis einschließlich 2017 pausierte die Kategorie.

## Übersicht
| Jahr | Gewinner        | Nominierte                                                                                   |
| ---- | --------------- | -------------------------------------------------------------------------------------------- |
| 1994 | Take That       | - Aerosmith - Beastie Boys - Crowded House - Rage Against the Machine                        |
| 1995 | U2              | - Blur - Bon Jovi - Green Day - R.E.M.                                                       |
| 1996 | Oasis           | - The Fugees - Garbage - Pulp - The Smashing Pumpkins                                        |
| 1997 | Spice Girls     | - Oasis - The Prodigy - Radiohead - U2                                                       |
| 1998 | Spice Girls     | - All Saints - Backstreet Boys - Beastie Boys - Garbage                                      |
| 1999 | Backstreet Boys | - The Cardigans - Jamiroquai - The Offspring - TLC                                           |
| 2000 | Backstreet Boys | - Blink-182 - Bon Jovi - Red Hot Chili Peppers - Travis                                      |
| 2001 | Limp Bizkit     | - Destiny’s Child - Gorillaz - R.E.M. - U2                                                   |
| 2002 | Linkin Park     | - Coldplay - No Doubt - Red Hot Chili Peppers - U2                                           |
| 2003 | Coldplay        | - Evanescence - Metallica - Radiohead - The White Stripes                                    |
| 2004 | Outkast         | - Beastie Boys - The Black Eyed Peas - D12 - Maroon 5                                        |
| 2005 | Gorillaz        | - The Black Eyed Peas - Coldplay - Green Day - U2                                            |
| 2006 | Depeche Mode    | - The Black Eyed Peas - Keane - The Pussycat Dolls - Red Hot Chili Peppers                   |
| 2007 | Linkin Park     | - Fall Out Boy - Good Charlotte - My Chemical Romance - Tokio Hotel                          |
| 2009 | Tokio Hotel     | - The Black Eyed Peas - Green Day - Jonas Brothers - Kings of Leon                           |
| 2018 | BTS             | - 5 Seconds of Summer - Chloe x Halle - Maroon 5 - Migos - PrettyMuch                        |
| 2019 | BTS             | - Blackpink - CNCO - Little Mix - Monsta X - 5 Seconds of Summer - Jonas Brothers - The 1975 |